# Lammassaari (ö i Karstula, Enonjärvi)
Lammassaari är en liten ö i Finland. Den ligger i sjön Enonjärvi och i kommunen Karstula i den ekonomiska regionen  Saarijärvi-Viitasaari och landskapet Mellersta Finland, i den centrala delen av landet, 300 km norr om huvudstaden Helsingfors. Öns area är 6,4 hektar och dess största längd är 460 meter i sydöst-nordvästlig riktning.